# Oude spoorwegberm (Kontich)
De Oude spoorwegberm is een natuurgebied in de Antwerpse plaatsen Kontich, Waarloos, Duffel en Rumst. Het gebied wordt beheerd door Natuurpunt.
Het natuurgebied bevindt zich langs de opgeheven spoorlijn 25A (later omgenummerd tot spoorlijn 27B), die Mechelen met Station Antwerpen-Zuid verbond.
Vanwege de aard van de spoorweg volgt het tracé het natuurlijke reliëf van het landschap niet. Daarom ligt dit tracé soms relatief laag, soms relatief hoog, wat verschillen in onder meer vochtigheid teweegbrengt.
De berm bestaat uit een struweel van loofbomen met een ondergroei van voornamelijk ruigtekruiden. Een oud bosgebiedje dat tegen de voormalige spoorlijn aan ligt heeft een interessante voorjaarsflora met gele dovenetel, bosanemoon, donkersporig bosviooltje, gewone salomonszegel, muskuskruid en boszegge. Verder vindt men op een bepaalde plaats veel dotterbloem. Daar waar het natuurgebied de Beekboshoek kruist zijn resten van het voormalige 'station Waarloos' terug te vinden.
Door hooien en het maaisel af te voeren in het natuurbeheer verschralen de graslanden, wat een verrijking van de flora ten gevolge heeft.
In 2023 werden er 12 hectare toegevoegd aan het natuurgebied. Deze gronden in de Bosstraat te Waarloos waren voordien eigendom van de stad Mechelen. Het gebied zal beplant worden met 17.000 inheemse bomen en struiken. Het betreft onder meer winter- en zomereik, haagbeuk, beuk en linde. Ook zou een deel ingericht worden als speelbos.